# 王伟 (1950年10月)
王伟（1950年10月—），男，天津人，中华人民共和国官员。

## 生平
王伟是美国新泽西州州立罗杰斯大学英美文学专业研究生毕业，副教授。历任黑龙江生产建设兵团连指导员，北京师范学院院党委副书记，首都师范大学副校长，北京市高等教育局副局长，北京市教育委员会委员、秘书长，北京市人民政府副秘书长。第29届夏季奥林匹克运动会申办委员会秘书长，第29届夏季奥林匹克运动会组织委员会秘书长、副主席。
2008年，王伟当选为北京市政协委员。2009年1月15日，王伟当选北京市政协第十一届委员会副主席。 2009年10月，王伟担任中国红十字会党组书记，接替江亦曼。2009年12月16日，已任中国红十字会党组书记的王伟不再担任政协北京市第十一届委员会委员、副主席职务。